# Volcán Peña Blanca
El volcán Peña Blanca (6030 metros de altitud) es el compañero del volcán El Ermitaño. El Peña Blanca es un volcán ubicado completamente en territorio chileno y es famoso por su belleza, y es el punto de partida para la excursiones en la Región de Atacama.

## Ascensión
Pese a que no se sabe mucho sobre este volcán, el Peña Blanca es muy atractivo para los montañistas por su acceso relativamente fácil y su bello colorido. 
Su forma es bastante interesante y atractiva para ascender, también ya que este estrato volcán posee en su cono y cumbre al menos tres centros eruptivos de los cuales no hay registros de actividad en la historia posible de registrar.
Su primera subida fue en el año 1956, pero se desconoce sus primeros montañistas.